# DokuWiki
DokuWiki (ДокуВікі) — вікірушій, безкоштовна модульна система керування вмістом (СКВ) з відкритим початковим кодом, написана на мові програмування PHP.
DokuWiki простий у використанні, призначений для створення документації будь-якого роду. Призначений для команд розробників, робочих груп та невеликих компаній. Має потужний синтаксис, який полегшує створення структурованих текстів. Всі дані зберігаються в простих текстових файлах — бази даних не потребує.

## Основні характеристики
- Простий синтаксис, який доповнений кнопками розмітки, які полегшують редагування
- Розширені можливості розмітки, може бути включена підтримка HTML, PHP.
- Необмежена історія змін сторінки (підлягає настроюванню)
- Автоматичне збереження чернетки при редагуванні сторінки
- Автоматичне створення змісту для сторінки та списку всіх сторіноук Вікі
- Редагування сторінки по частинам
- Настройка прав доступу (читання, запис, створення сторінок, загрузка файлів, видалення сторінок) для категорій користувачів та окремих користувачів для окремих сторінок
- Підтримується відправлення останніх змін по RSS або Atom
- Сторінки розділяються по просторах імен
- Легкість навігації
- Швидкий пошук по назвах сторінок
- Захист від спаму за допомогою чорних списків слів і CAPTCHA
- Вся настройка за виключенням першого запуску здійснюється за допомогою локалізованого вебінтерфейсу
- Велика кількість плагінів, які розширюють базовий функціонал
- Підтримка OpenSearch
- Наявність готових шаблонів зовнішнього інтерфейсу. Самостійне редагування зовнішнього вигляду вітається (всі сторінки написані на PHP).
- Завантаження і вкладення зображень та інших медіа
- Настроювані посилання всередині Вікі та на зовнішні ресурси (технологія ІнтерВікі)
- Підтримка понад 50 мов
- Повна UTF-8 підтримка
- Підтримка латинізації URL-адрес
- Додаткове автоматичне множинне зв'язування для англійської вікі